# Frank Vignola
Frank Vignola (* 30. Dezember 1965 in Long Island) ist ein amerikanischer Jazzgitarrist und Banjospieler des Mainstream Jazz.

## Leben und Wirken
Frank Vignola begann das Gitarrenspiel mit fünf Jahren und studierte später am Cultural Arts Center of Long Island. Seit den 1980er Jahren war er als Sideman an zahlreichen Plattenproduktionen beteiligt, vorwiegend auf dem Concord-Label; u. a. mit Charlie Byrd, Joey DeFrancesco, Peter Ecklund, Lars Erstrand, der Gully Low Jazz Band, Susannah McCorkle, Ken Peplowski, Dick Sudhalter. Seit 1993 nahm er für Concord Records auch eine Reihe von Alben unter eigenem Namen auf. Unter seinen Solo-Veröffentlichungen ragt besonders das Album Off Broadway hervor, das er für das Nagel-Heyer Label 1999 mit Roland Hanna, Frank Wess und Randy Sandke aufnahm. Mit dem Tubisten Sam Pilafian spielt er zudem seit 1991 im Duo Travellin’ Light.
Nach Richard Cook und Brian Morton erinnert sein Gitarrenstil mit einem leichten Rockeinfluss an den Fusionmusiker, wie Al Di Meola.

## Diskographische Hinweise
- Appel Direct (Concord Jazz, 1993)
- Let it Happen (Concord, 1994)

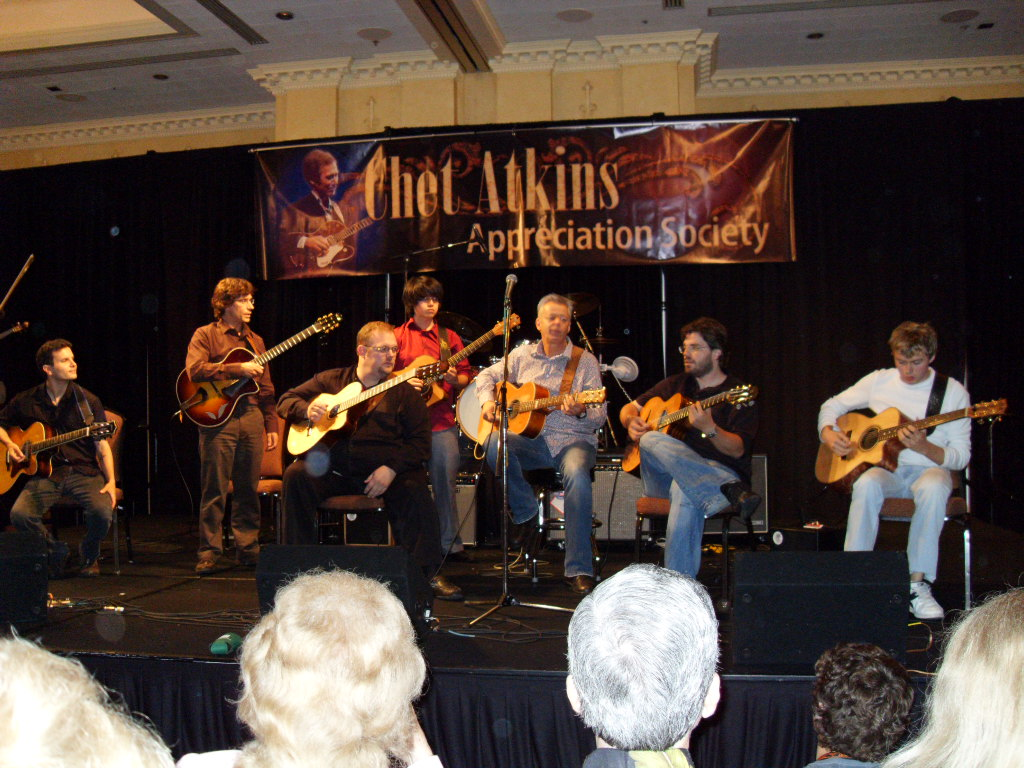
Frank Vignola (stehend), mit Joscho Stephan, Tommy Emmanuel, Richard Smith u. a. um 2009

- Look Right, Jog Left (Concord, 1995)
- Deja Vu (Concord, 1999)
- Off Broadway (Nagel-Heyer, 2000)
- Blues for a Gypsy (Acoustic Disc, 2001)
- Moonglow  (2005), mit Bucky Pizzarelli
- Vignola Plays Gershwin (Mel Bay, 2007)
- Tommy Emmanuel & Frank Vignola, Just Between Frets : Groovemasters Vol. 11 (Solid Air Records, 2010)